# Maturino Blanchet
Angelo Maturino Blanchet (Gressan, 3 maart 1892 - Saint-Pierre, 9 november 1974) was een Italiaans geestelijke en bisschop van de Rooms-Katholieke Kerk.
Paus Pius XII benoemde hem op 18 februari 1946 tot bisschop van Aosta.
Mgr. Blanchet nam deel aan het Tweede Vaticaans Concilie.
Blanchet overleed in Saint-Pierre op 1974. 